# Maria, Königin des Friedens (Thiruvananthapuram)

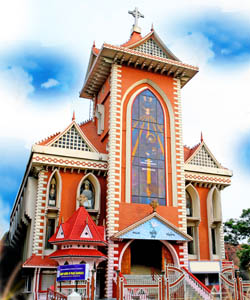
Fassade der Basilika, 2008

Die Basilika Maria, Königin des Friedens ist eine syro-malankarische Kirche in Thiruvananthapuram im indischen Bundesstaat Kerala. Die Kirche des Großerzbistums Trivandrum ist die erste syro-malankarische katholische Kirche, die in den Rang einer katholischen Basilica minor erhoben wurde, und die fünfte Basilika in Kerala.

## Geschichte
Das ehemalige Kino Pompador Cinema Theatre im Palayam-Viertel von Trivandrum wurde in eine Kirche umgewandelt und am 11. März 1933 geweiht. Am selben Tag fand in dieser Prokathedrale die Thronbesteigung von Erzbischof Geevarghese Mar Ivanios Panicker statt. Das Dach der neuen Kirche bestand aus Blech, daher wurde sie die „Blechkirche“ (Thakara Palli) genannt.
Der Grundstein der heutigen Kirche wurde 1950 von Erzbischof Mar Ivanios gelegt, sie wurde in einem indisch-neugotischen Stil erbaut. Die Kirche wurde am 22. Februar 1965 von Erzbischof Benedict Varghese Gregorios Thangalathil mit dem Patrozinium Maria, Königin des Friedens geweiht. Papst Johannes Paul II. besuchte die Kirche am 8. Februar 1986 im Rahmen seiner Indienreise. Papst Benedikt XVI. verlieh der Kirche 2008 den Rang einer Basilica minor, die Verleihung erfolgte am 7. Dezember 2008 durch Großerzbischof Baselios Cleemis Thottunkal.